# 邻水县

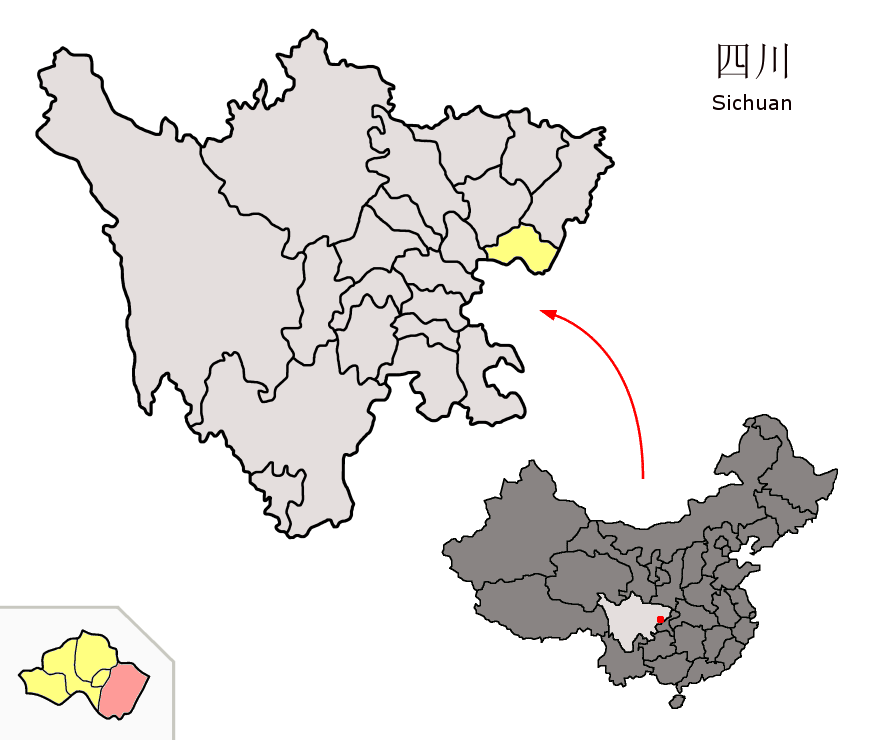
鄰水縣的地理位置

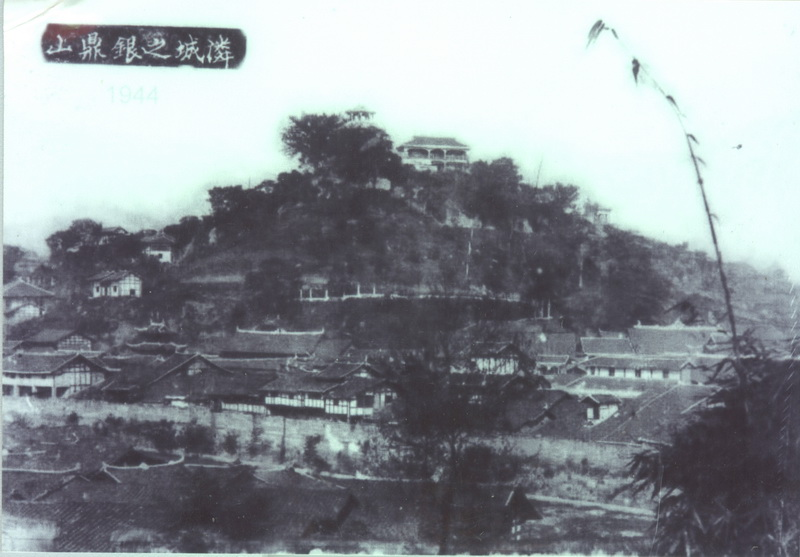
鄰水縣銀鼎山

鄰水县位于四川省东部，亦書作隣水縣、潾水縣 ，位于四川盆地東部，華鎣山東麓。三山兩漕地勢緊要，首連夔達尾接巴渝，三山橫亘，二水夾流，五華鄰谷，介在東南，海寶崑樓，聳於西北，洵果郡之要區，實西川之岩邑。
東與墊江縣，南與重庆市長壽區、北碚区，西與重庆市合川区，西南与重庆市渝北区，西北與岳池縣，北與廣安市广安区，東北與大竹縣共七縣接壤。原屬順慶府（今南充市）、達縣地區（今达州市），目前隶属于广安市，是四川省距离重庆市主城区和两江新区最近的县城。

## 地理
四川省最低海拔188公尺，位於鄰水縣御臨鎮文武村。

### 疆域四至[5]
鄰水縣距离京城（今北京市）五千二百一十里（約2505公里），距省城（今成都市）九百三十里（約465公里），距府城順慶府（今南充市）三百二十里（約160公里）。東西廣一百三十里（約65公里），南北袤（約90公里）。縣域面積據民國三十一年（1942年）土地清丈結果，為977563.26畝，田類為217522.77畝，餘則為林地荒山等。
- 縣城東距墊江縣（今重慶市墊江縣）風門舖界100里（約50公里）
- 縣城南距長壽縣（今重慶市長壽區）五華嶺界90里（約45公里）
- 縣城西距合州（今重慶市合川區）華鎣山頂界50里（約45公里）（乾隆十二年，四縣共管的寶鼎劃與岳池縣專管。1953年11月9日，合川縣第十二區的慶合、新合二鄉劃歸岳池縣，故後鄰水縣已不與合川交界）
- 縣城西南距巴縣（今重慶市渝北區）大面坡界90里（約45公里）
- 縣城西北距岳池縣西山嶺界80里（約40公里）
- 縣城北距廣安州（今廣安區）西山凌云舖界30里（約15公里）
- 縣城東北距大竹縣大道云池舖界50里（約25公里）[7]
  - 據民國十七年《續修大竹縣志》：正南向丙方行150里至張家場又5里至五里壩交鄰水興仁場界，由界首至興仁場15里；次南向坤方行120里至柑子舖又19里至白果塘交鄰水界，由界首至鄰水縣治60里；西南向坤方行90里至歐家場拱橋交鄰水界，由界首半里交鄰水普興場[8]；

### 縣境的變更[9]

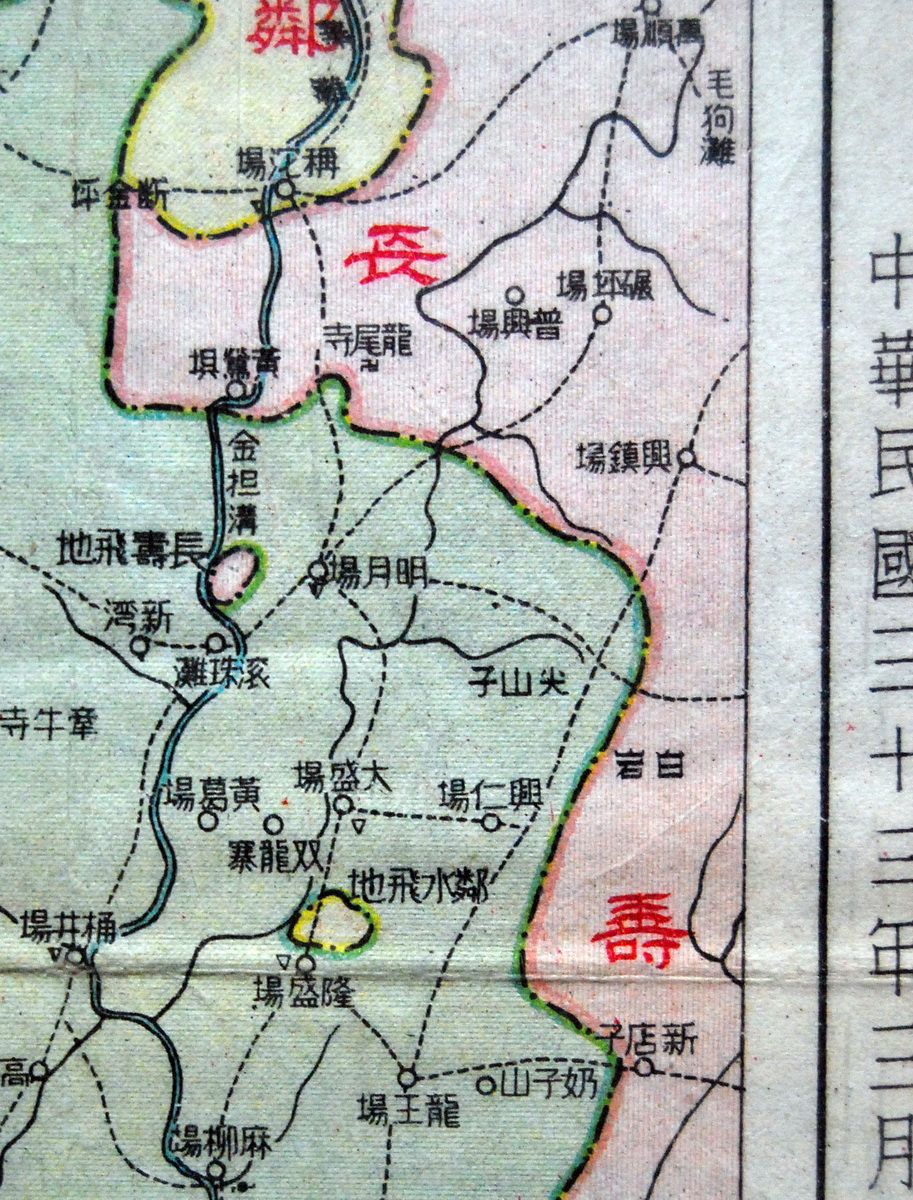
鄰水縣在江北縣隆盛場（今重慶市渝北區大盛鎮隆盛村）附近的飛地

- 民國初年，鄰水縣鄰山鄉一甲（涂家灣）劃歸大竹縣楊通鄉。
- 民國二十四年（1935年），將距幺灘以南90餘里的"皂角渠"劃予江北縣。
- 民國二十四年，鄰水縣柑子鄉沙壩溝以西的大竹縣飛地劃入鄰水縣。
- 民國三十年（1941年）2月，鄰水縣普興鄉鹽店一帶劃歸大竹縣文星鄉，後屬楊通鄉。
- 民國三十一年（1942年）2月，鄰水縣民治鄉蔡家壩（今姚市天陡村），李家壩（今鄰水縣甘家橋村）劃歸大竹縣歐家鄉。
- 民國二十九年（1940年），大竹縣古家聯保的半個保劃劃歸鄰水縣三古鄉（古家鄉）[10]。同年，太和鄉的1保5甲劃歸鄰水縣太和鄉。
- 民國三十一年（1942年），大竹縣歐家鄉胡家灣一帶（鄰水縣柑子斷石橋村）劃歸鄰水普新鄉。
- 民國三十二年（1943年），大竹縣歐家鄉李家壩劃還鄰水縣普新鄉。
- 1951年6月，大竹縣神合鄉3保與附5保劃歸鄰水縣三古鄉（即今雙鳳，鏵尖二村）。
- 1953年2月2日，鄰水縣第四區高興鄉第五村（大面村）全部劃歸江北縣第十三區茨竹、中興分管。[11]
- 1953年5月26日，鄰水縣御臨鄉第十村的九、十、十一、十二、十三、十四等6個鄰劃歸長壽縣稱沱鄉，御臨鄉第七村三鄰車家灣、何家灣共13戶劃歸長壽縣萬通鄉（萬順鄉第七村）。[12]
- 1954年3月9日，鄰水縣所轄的稱沱鄉[13]全部劃歸長壽縣第七區，命名草堰鄉[14]；長壽縣黎礄鄉全部、萬順鄉第十四，十五、十六村及花坪鄉十七村與東風鄉第十村的半個小組（王家小沖）劃歸鄰水縣。[15]
- 1998年，鄰水縣華鎣鄉寶鼎橫路以上面積約70畝劃給華鎣市。

插花地：鄰水縣域北端與大竹縣接壤線曲折，兩縣交叉屬地較多。至今小者幾分幾畝，大者數十畝，整個村民組以上的插花地有5處。鄰水新鎮鄉仙石村1個組及護鄰鄉銀燕村1個組，崗家橋村7個組、灌坪村1個組的田土分別插入大竹縣文星鄉、四合鄉，張家鄉境內。大竹縣張家鄉春風村1個組的田土在鄰水護鄰鄉灌坪村境內。

### 河流
全縣共有溪河107條，均屬長江水系。幹流大洪河、御臨河由東北向西南流，發源於華鎣山、銅鑼山、明月山的溪流分別與之匯合，呈樹枝狀分布。
- 大洪河：《四川通志》稱東溪，《輿地紀勝》稱大鄰水，鄰水舊縣誌稱東河。發源於大竹縣八渡鄉張家寨，於護鄰鄉入境，流經11個鄉，至黎家鄉青桐林入長壽縣界，在江北縣中坪鄉江口匯入御臨河，南至太洪崗注入長江。境內流長65.4公里。
- 芭蕉河（御臨河）：《輿地紀勝》稱小鄰水，鄰水舊縣誌稱西河。發源於大竹縣清水鄉雲霧山天池，自鄰水縣太和鄉入境，稱“芭蕉河”，沿西槽槽谷南流至子中鄉西落灘，橫切銅鑼山，至么灘場接納白水河（即中河），始稱御臨河，至江北縣中坪鄉江口接納大洪河，經太洪崗注入長江。傳說明初建文帝曾隱跡於善慶里，故名御臨河。境內流長100.5公里。主要支流白水河發源於萬峰山東南.南置么灘場入御臨河，全長59.8公里[16]。

## 歷史沿革[17]

### 置縣前[18]
- 夏為禹貢梁州之域，周為雍州地，春秋戰國屬巴國，秦屬巴郡，漢屬宕渠，今渠縣，晉屬巴西郡

### 置縣後
- 宋仁宗皇祐三年三月丙子（1051年5月8日），置渠州鄰水縣榮支鎮捉賊巡檢[19]
- 宋高宗紹興十八年五月二十八日（1148年6月16日），添置鄰水縣主簿一員[20]
- 明憲宗成化元年七月己酉（1465年7月26日），設四川鄰水等四縣，鄰水縣隸順慶府，樂至縣隸潼川州，東鄉縣隸夔州府，資陽縣隸成都府。時逆賊趙鐸既剿滅，鎮守、巡撫等官言：「古有此四縣，俱要害之地，先年廢革，請因其故址，復置縣設官，以撫治人民。」從之。[21]
- 成化十一年六月壬午，增設鄰水縣主簿一員專理糧儲兼捕盜賊[22]

### 順慶府通判
- 雍正十一年冬十月初七日乙卯（1733年11月13日），移順慶府通判駐鄰水縣豐和場[23]。

## 風俗
明代的《鄰水縣誌》說鄰水的風俗是『民坐質直、士氣勇徤』。

## 大事紀
- 明武宗正德十三年正月十九日，四川鄰水縣天鼓鳴，白虹纏日，隕石一[25]。
- 明熹宗天啟六年十二月二十四日，蜀省素多盜，而交界尤甚，大竹鄰水之間地名霸王鎮者，界居四縣，地分兩府，亡賴往往團聚其間，焚刼拒捕，無所不至，唐時設有鄰山縣，國朝置一廵簡司彈壓無聞。雈苻日甚，謂宜設一府佐駐劄其地，專司捕務，而以千夫長統兵佐之此鎮緝之，當議也[26]。

## 鄰水縣、鄰山縣、大竹縣沿革關係列表[27]
| 鄰水縣、鄰山縣、大竹縣沿革關係列表 |                                         |                      |                |                |                                                                              |                                    |
| 朝代                               | 年份                                    | 鄰水縣屬州郡府       | 鄰山縣屬州郡府 | 大竹縣屬州郡府 | 事件                                                                         | 備註                               |
| 南朝梁                             | 武帝大同三年（537年）                   | 鄰州                 | 鄰州           |                | 始置鄰水縣、鄰山縣，並屬鄰州                                                 | 南北朝實行州、郡、縣三級制         |
| 北朝後魏                           | 廢帝年間（551年-554年 ）                | 渠州鄰山郡           | 渠州鄰山郡     |                | 降鄰州為鄰山郡，屬渠州                                                       |                                    |
| 隋                                 | 隋文帝開皇三年（583年）                 | 渠州                 |                |                | 廢鄰山郡，由渠州直轄，又併鄰山縣入鄰水縣，屬渠州                             | 開皇三年起實行州、縣二級制         |
| 隋                                 | 義寧元年（617年）                       | 鄰州                 |                |                | 改屬鄰州                                                                     | 大業三年改州為郡，恢復郡、縣二級制 |
| 唐                                 | 武德元年（618年）                       | 鄰州                 |                |                | 分鄰水縣復置鄰山縣                                                           |                                    |
| 唐                                 | 武德三年（620年）                       | 渠州                 | 鄰州           |                | 鄰水縣還屬渠州                                                               |                                    |
| 唐                                 | 武德八年（625年）                       | 渠州                 | 渠州           |                | 廢鄰州，鄰山縣亦屬渠州                                                       |                                    |
| 唐                                 | 久視元年（700年）                       | 渠州                 | 渠州           | 蓬州咸安郡     | 析宕渠縣之東界置大竹縣，屬蓬州                                               |                                    |
| 唐                                 | 天寶初                                  | 鄰山郡               | 鄰山郡         | 蓬州           | 以渠州為鄰山郡                                                               |                                    |
| 唐                                 | 至德二載（757年）                       | 鄰山郡               | 鄰山郡         | 鄰山郡         | 大竹縣，割屬鄰山郡                                                           |                                    |
| 唐                                 | 乾元初                                  | 渠州                 | 渠州           | 渠州           | 鄰山郡復為渠州                                                               |                                    |
| 唐                                 | 寶曆元年（825年）                       |                      | 渠州           |                | 鄰水縣及大竹縣皆省入鄰山縣                                                   |                                    |
| 唐                                 | 大中初                                  | 渠州                 | 渠州           |                | 復置鄰水縣                                                                   |                                    |
| 五代十國前蜀                       |                                         | 鄰州                 | 鄰州           | 鄰州           | 復置鄰州，並復置大竹縣，與鄰水縣俱屬鄰州。                                   |                                    |
| 宋                                 | 初                                      | 渠州                 | 渠州           |                | 廢鄰州                                                                       |                                    |
| 宋                                 | 乾德三年（965年）                       | 渠州                 | 渠州           |                | 鄰山縣移治故鄰州城                                                           |                                    |
| 宋                                 | 乾德四年（966年）                       | 渠州                 | 渠州           | 渠州           | 鄰水縣治移治崑樓鎮即岳池溪故城                                               |                                    |
| 宋                                 | 至道二年（996年）                       | 渠州                 | 渠州           |                | 大竹縣併入鄰山縣                                                             |                                    |
| 宋                                 | 大中年間                                | 渠州                 | 渠州           | 渠州           | 復置大竹縣                                                                   |                                    |
| 宋                                 | 景祐三年（1036年）                      | 渠州                 | 渠州           |                | 大竹縣省入流江縣                                                             |                                    |
| 宋                                 | 紹興三年（1133年）                      | 渠州                 | 渠州           | 渠州           | 復置大竹縣                                                                   | 或作二年復置大竹縣                 |
| 宋                                 | 南宋理宗寶慶三年（1227年）              | 渠州                 | 渠州           | 順慶府         | 果州升順慶府                                                                 |                                    |
| 元                                 | 至元二十年（1283年）                    |                      |                | 渠州           | 鄰水縣省入大竹縣，改縣治為鄰水鎮，鄰山縣亦省入大竹縣。                       |                                    |
| 明                                 | 明憲宗成化元年七月己酉（1465年7月26日） | 順慶府               |                | 順慶府         | 復置鄰水縣，移縣治於故城西即今縣治。                                         |                                    |
| 大清                               | 順治六年十二月己酉（1650年1月26日）     | 順慶府               |                | 順慶府         | 清軍攻克鄰水、大竹二縣。                                                     |                                    |
| 大清                               | 嘉慶十九年                              | 順慶府               |                | 綏定府         | 嘉慶十九年以渠縣、大竹縣往屬綏定府                                           |                                    |
| 中華民國                           | 1935年                                  | 四川省第十行政督察區 |                |                | 川政統一                                                                     |                                    |
| 中華人民共和國                     | 1949年12月6日                           | 四川省第十行政督察區 |                |                | 中國人民解放軍第四野戰軍第50軍進入鄰水縣。1949年12月21日，成立鄰水縣人民政府 |                                    |
| 中華人民共和國                     | 1950年1月8日                            | 川東行政公署區       |                |                | 成立川東行政公署區                                                           |                                    |
| 中華人民共和國                     | 1950年                                  | 大竹專區             |                |                | 四川省第十行政督察區更名大竹專區                                             |                                    |
| 中華人民共和國                     | 1953年3月10日                           | 達縣專區             |                |                | 大竹專區撤銷，原大竹專區所屬大竹縣、渠縣、鄰水3縣劃入達縣專區                |                                    |
| 中華人民共和國                     | 1968年9月                               | 達縣地區             |                |                | 達縣專區改稱達縣地區                                                         |                                    |
| 中華人民共和國                     | 1993年7月2日                            | 廣安地區             |                |                | 劃歸廣安地區                                                                 |                                    |
| 中華人民共和國                     | 1998年7月31日                           | 廣安市               |                |                | 廣安地區改稱廣安市                                                           |                                    |

## 行政区划

### 唐宋元明清
- 據《元豐九域志》載，唐代、宋代鄰水有二鄉（另本作三鄉）十鎮，即鄰水、太平、榮支、長樂、凛圖、廉井、合祿、龍會、樂游、安仁一十鎮[43]。南宋時有德游鄉[44]
- 元至元二十年（1283年），鄰水縣省入大竹縣。
- 明成化元年七月己酉（1465年7月26日），復設鄰水縣。鄰水分4鄉，編戶16里（萬曆總志17里[45]）。明末戰亂，鄉里俱廢。
  - 東為鄰山鄉，轄鄰山、新民、石船、嘉會4里。
  - 南為隆安鄉，轄隆安、永寧、善慶、德豐4里。
  - 西為懷遠鄉．轄豐樂、豐禾、袁市、長壽4里。
  - 北為復興鄉，轄復興、太安、荊山、會賢4里。
- 清初．鄰水人煙稀少，僅編2里（上曰鄰山里\下曰石船里）5鄉。每鄉2甲，10戶為1牌，10牌為1甲，10甲為1里。
  - 東北為太安鄉，接大竹縣界。
  - 東為鄰山鄉，接墊江縣境。
  - 南為懷遠鄉，接長壽縣界。
  - 西為善慶鄉，接巴縣境。
  - 北為復興鄉，接廣安縣界。
  - 道光十四年（1834年），全縣有5鄉36場：冷家渡、大坪場、柳塘場、石稻場、八耳灘、興仁場、石龍場、王家場、復盛場、板橋場、梁家場、袁市場、豐禾場、九龍場、龍橋場、雙河場、乾冬壩、九峰寺、腰灘場、牟家坪、合流水、罈子壩、高灘場、觀音橋、柑子舖、龍安場、古家場、石子灘、金坪場、大石橋、普興場、仁和場（半屬長壽）、稱沱場（半屬長壽）、菁崗場、金埡場、普安場。
  - 道光後廢菁崗、大坪、普安3場，並陸續增設永興、福星、太和、同樂、興隆、護鄰、十合、同心、新鎮鋪、三教堂等10場．全縣共5鄉43場。
  - 光緒初年，增設長安橋、七孔溪、張家河、沙灘橋、八角嘴5場，全縣共5鄉48場。時鄉政權以團練的形式軍政合一，10戶為1牌，10牌為1甲，10甲為1團，團設團總。
  - 光緒三十三年（1907年），廢長安橋、七孔溪、張家河、沙灘橋、八角嘴5場，增設高峰場，全縣共5鄉44場。

### 中華民國
- 民國4年（1915年），因地方不靖，設5個保衛區，以維持治安。鄉以下10戶為1牌，10牌為1甲，5甲為1保。增設城廂、東附城、南附城、西附城、北附城、民治等6鄉，廢高峰鄉，全縣共49鄉。
  - 第一保衛區 轄城廂、東附城、南附城、西附城、北附城鄉。，
  - 第二保衛區 轄金埡、永興（駐古路口）、石稻、興仁、石滓（原石子灘）、八耳（原八耳灘）、復盛、三教（原三教堂）、古家、王家、石龍、十合（駐石合場、今石永鄉境內）、護鄰、同心（原大石橋）、柳塘、荊坪（原金坪）、雙河鄉。
  - 第三保衛區 轄板橋、梁家、袁市、豐禾、福星（駐長灘）、九龍、雙龍（原龍橋）、幺灘（原腰灘）、稱沱、人和（原仁和，駐黎家橋）、大石鄉。
  - 第四保衛區 轄牟家（原牟家坪）、合流（原合流水）、豐樂（原干冬壩）、九峰（原九峰寺）、罈子（原罈子壩）、同樂、高灘、興隆鄉。
  - 第五保衛區 轄冷家（原冷家渡）、觀音、柑子、龍安、普新（原普興）、太和、新鎮、民治（駐九龍寨，今大竹縣楊通鄉民治村）鄉。
- 民國六年（1917年），將5個保衛區劃為6個區。
- 民國十八年（1929年），城廂改稱治城，全縣仍轄6區49鄉。
- 民國十九年（1920年），鄉改稱鄉公所，治城改為鼎屏鎮，東附城改為延聖鄉，南附城改為解慍鄉，西附城改為挹爽鄉，北附城改為拱極鄉。

- 民國二十四年（1935年）7月1日，將6個區合併為3個區，49個鄉（鎮）合併為43個鄉（鎮）聯保辦公處，各鄉（鎮）聯保辦公處設聯保主任。鄉以下每10戶編為1甲，每10甲編為1保。
  - 第一區署（駐龍安場） 轄新民（新鎮、民治）、普太（普新、太和）、柑子、龍安、復興（原冷家）、觀音、菁拱（原拱極）、延聖、金埡、解慍、挹爽、板橋、牟家、鼎屏鎮14個鄉（鎮）。
  - 第二區署（駐石稻場） 轄石稻鎮、石龍（石龍、同心）、王家鎮、三教、古家、護鄰、興仁、石滓、柳塘、八耳、復盛、豐禾鎮、大石、福星、袁市鎮、雙河、荊坪、永興18個鄉（鎮）。
  - 第三區署（駐）轄合豐（合流、豐樂）、罈同鎮（罈子、同樂）、高灘鎮、九峰、梁家、雙龍、人高（人和及原高峰）、幺灘鎮、稱沱、興隆、九龍鎮等11個鄉（鎮）。

- 民國二十九年（1940年）3月1日，按《縣各級組織法綱要》及《補充注意事項》的規定，實行新縣制。4月，改3個區為4個區。6月1日撤銷鄉（鎮）聯保辦公處，置鄉（鎮）公所，設鄉（鎮）長。將43個聯保辦公處合併為22個鄉（鎮）公所，並調整插花飛地，將原民治鄉劃入大竹縣。
  - 一區轄鼎屏鎮、延金鄉（延聖、金埡）、挹解鄉（挹爽、解慍）、龍柑鄉（龍安、柑子）、普新鄉（普新、太和及原新鎮）、觀復鄉（觀音、復興）。
  - 二區轄石永鄉（石稻、永興）、石柳鄉（石滓、柳塘）、四興鎮（石龍、三古、王家）、護興鄉（護鄰、興仁）、雙荊鄉（雙河、荊坪）。
  - 三區轄豐福鄉（豐禾、福星）、復耳鄉（復盛、八耳）、袁雙鎮（袁市、雙龍）、人大鄉（人和、大石）、九龍鎮。
  - 四區轄罈同鎮、合豐鄉、牟家鄉、御臨鄉（幺灘、九峰）、粱板鄉（梁家、板橋）、高興鄉（高灘、興隆）。

- 民國三十一年（1942年）1月6日，按《鄉鎮組織法暫行條例》規定，全縣劃為6個區，35個鄉（鎮）公所，464保，4502甲。此行政區劃，沿至民國38年（1949年）末。
  - 一區轄鼎屏鎮（12保、114甲）、菁拱鄉（15保、126甲）、延金鄉（21保、210甲）、解慍鄉（17保、174甲）、挹爽鄉（19保、190甲）。
  - 二區轄石永鄉（14保、140甲）、護鄰鄉（6保、56甲）、興仁鄉（12保、121甲）、王家鄉（11保、98甲）、三古鄉（8保、81甲）、同石鄉（6保、62甲）、柳塘鄉（10保、102甲）、石滓鄉（7保、60甲）、荊坪鄉（11保、114甲）。
  - 三區轄雙河鄉（10保、101甲）、豐禾鄉（24保、241甲）、福星鄉（6保、61甲）、復盛鄉（13保、131甲）、八耳鄉（11保、102甲）、袁市鄉（17保、170甲）。
  - 四區轄雙龍鄉（12保、110甲）、人大鄉（10保：90甲）、九龍鄉（21保、209甲）、御臨鄉（13保、128甲）、九峰鄉（8保、80甲）、梁板鄉（12保、115甲）。
  - 五區轄牟家鄉（13保、134甲）、合豐鄉（11保、134甲）、罈同鄉（24保、231甲）、高興鄉（16保、156甲）。
  - 六區轄觀音鄉（19保、124甲）、復興鄉（10保、I00甲）、龍安鄉（10保、115甲）、柑子鄉（12保、118甲）、普新鄉（23保、204甲）。

### 中華人民共和國
1949年12月，鄰水縣人民政府成立後，即著手建立區鄉人民政權，將全縣劃為5個區、35個鄉。開初，各區區名都是以所在地名稱呼。1950年7月，縣人民政府根據中央人民政府內務部命令，為求全國一致起見，各區名稱均依數字排列。1950年代初，縣行政區劃幾經變動，最多時，全縣劃為12個區、96個鄉（鎮）。1956年1月後，縣人委決定以各區所在地的地名為區名後，全縣行政區劃才基本得以穩定。到1967年3月，全縣轄有柑子、城北、城南、合流、同、九龍、袁市、豐禾、石永、興仁、鼎屏（城關）11個區（鎮）和54個鄉（人民公社）。「文化大革命」初期．鄰水縣各區、社政權組織尚能堅持工作。1967年上海「一月風暴」後，在縣委、縣府領導被奪權、工作部門受到衝擊的同時．各區、公社政權組織也受到衝擊，領導成員被批鬥、「靠邊站」，工作無法開展。3月．各區、社在縣武裝部的指導和同級武裝部的主持下．分別成立了生產辦公室，這些臨時組織都取代了同級政權組織的職能。1968年1月至1969年底，經達縣地革委和鄰水縣人武部黨委批准，各區革命領導小組和人民公社革命委員會先後成立．行使區、公社的黨、政大權，實行「一元化」領導。與此同時，在破「四舊」立「四新」中．全縣有3個區、28個人民公社更名。縣革委轄10個區革組、1個鎮革委、54個人民公社革委。粉碎「四人幫」後，鄰水縣人民政府（縣革委會）下屬區、鎮、鄉組織在建置和稱謂上均發生了變化。1978年5月．經地委批准，撤銷各區革組，建立區公所。1980年7月，縣委決定撤銷各人民公社革委會，建立人民公社管理委員會。1981年12月，為使一個地區內的公社不重名，全縣有復興、觀音、板橋、紅岩、同樂、白果、人和、雙龍、雙河、罐子、大石、石橋等12個公社更名。1983年7月，牟家公社作為全縣社改鄉的試點公社，首先撤銷管委會，建立牟家鄉人民政府。1984年1月，全縣各公社管委會均改為鄉人民政府，並設鄉長、副鄉長負責。1985年8月，改九龍、豐禾鄉人民政府為鎮人民政府，設鎮長、副鎮長負責。從這時起到1987年11月，鄰水縣人民政府管轄有10個區公所，1個區級鎮政府，52個鄉政府。2個鄉級鎮政府，計65個下屬政權組織。
- 1949年12月21日，成立鄰水縣人民政府，轄5個區人民政府，35個鄉（鎮）公所。

- 1950年2月，將九龍、石永兩區分為九龍、豐禾、興仁3個區，撤銷石永區。
- 1950年4月21日，區人民政府改稱區公所。7月30日，縣人民政府按川東行署區行署關於改地名區為序數排列的規定，將鼎屏區改為第一區，罈同區改為第二區，九龍區改為第三區，豐禾區改為第四區，興仁區改為第五區，柑子區改為第六區。10月，改保為村，改甲為鄰。

- 1951年6月9日，重新調整原有區鄉，全縣劃為10區1鎮34鄉。

- 1951年7月，鄉（鎮）公所改為鄉（鎮）人民政府。
- 1952年7月17日，將10區1鎮調整為12個區。1953年2月2日，高興鄉大面村被劃入江北縣中心、茨竹兩鄉[47]。

- 1953年4月24日，將原有34個鄉劃為62個鄉。

- 1953年9月4日，增劃30個鄉和1個鎮，全縣共有92個鄉和1個鎮。11月26日，七星鄉改名石鼓鄉。
- 1953年底至1954年2月，先後將縣內各鄉（鎮）人民政府改為鄉（鎮）人民政府委員會。
- 1954年3月9日，省府通知，長壽縣黎橋鄉劃入鄰水縣，鄰水縣稱沱鄉劃入長壽縣。6月，第六區增設騎龍鄉，第七區增設沙石鄉，第八區增設建鹿鄉。全縣共96鄉。

- 1955年3月5日，撤銷第五區；改第十一區為第五區；將原第五區的九峰鄉劃入第三區，其餘風埡、石埡、冷水、白池、響水鄉和幺灘鎮劃入第六區；第六區的黃陵、雙龍鄉劃入第七區。

- 1956年1月6日，撤銷第二區、第七區。24日，將序數排列區名改為地名區名，全縣共9個區；將原96個鄉（鎮）並為50個鄉（含城南、袁市2個縣直屬鄉），4月30日，城關區改為城關鎮。年底，改鄉（鎮）人民政府委員會為鄉（鎮）人民委員會。。
- 1958年10月，建立人民公社，村改為生產管理區，下為生產隊。
- 1961年8月，將生產管理區改為生產大隊。同年11月，農村人民公社基本核算單位由生產大隊下放到生產隊。
  - 11月27日，析城北區的解慍、梁板、西天3個公社，連同縣直屬城南公社新置城南區，按習慣順序列於城北區後；
  - 析豐禾區雙河公社、九龍區雙龍公社，連同縣直屬袁市公社新置袁市區，按習慣順序列於九龍區之後。
- 1962年1月23日，析袁市公社置關河公社。
- 1963年5月25日，析幺灘公社置雷公公社．析九龍公社置新合、石鼓公社。至此，全縣共10區、1鎮、54個公社。

- 1965年7月25日，改王家公社為川心公社。
- 1967年1月9日，以破「四舊」為由，將25個公社名稱更名
  - 25個公社更名對照表

| 原名 | 太和 | 龍安 | 觀音 | 長安 | 西天 | 梁板 | 解慍 | 牟家 | 甘壩 | 子中 | 石鼓 | 新合 | 雷公 | 人和 | 關河 | 雙龍 | 復盛 | 八耳 | 建鹿 | 罐子   | 古路 | 石滓 | 三古 | 川心 | 護鄰 |
| 更名 | 普新 | 四新 | 五星 | 長征 | 建設 | 曙光 | 前進 | 光輝 | 高東 | 勝利 | 新華 | 星火 | 火炬 | 洪河 | 英雄 | 先進 | 紅衛 | 五一 | 光明 | 東方紅 | 民主 | 上游 | 紅光 | 立新 | 前鋒 |
| ---- | ---- | ---- | ---- | ---- | ---- | ---- | ---- | ---- | ---- | ---- | ---- | ---- | ---- | ---- | ---- | ---- | ---- | ---- | ---- | ------ | ---- | ---- | ---- | ---- | ---- |

- 1967年7月26日，九龍區改為東升區，九龍公社改為東升公社；袁市區改為向陽區，袁市公社改為向陽公社；興仁區改為春雷區，興仁公社改為春雷公社。
- 1968年8月至1969年10月，全縣54個人民公社和城關鎮建立公社（鎮）革命委員會。1969年12月成立10個區革命領導小組。
- 1973年1月15日，將破「四舊」中更改的區、社名稱，一律恢復原名。5月12日，合豐公社改為合流公社，川心公社改為王家公社，梁板公社改為板橋公社。
- 1980年6月1日，撤銷區革命領導小組，恢復區公所。7月，公社革命委員會改為公社管理委員會。
- 1981年8月，城關鎮革命委員會改為城關鎮人民政府。12月14日，對12個公社1個鎮更名。
  - 地名普查公社（鎮）更名對照表

| 原名 | 復興 | 觀音   | 板橋 | 紅岩 | 同樂 | 白果 | 人和 | 雙河 | 雙龍 | 罐子 | 大石 | 石橋 | 城關鎮 |
| 更名 | 冷家 | 觀音橋 | 梁板 | 四海 | 椿木 | 黑灘 | 黎家 | 兩河 | 龍橋 | 風洞 | 涼山 | 高石 | 鼎屏鎮 |
| ---- | ---- | ------ | ---- | ---- | ---- | ---- | ---- | ---- | ---- | ---- | ---- | ---- | ------ |

- 1984年1月25日，縣內54個公社管理委員會改為鄉人民政府，生產大隊改為村民委員會，生產隊改為村民小組。
- 1985年8月12日，豐禾鄉、九龍鄉分別改為鎮。全縣共轄10個區、3個鎮、52個鄉。

- 1991年6月11日，將城北鄉灌溝村全村6個組和雙井村1、8組，延勝鄉延勝村2、5、6組，城南鄉蔬菜村（三合村）全村12個組和紅店村1組，文星村1、3、6組，劃歸鼎屏鎮，分別設立東外、南外、灌溝、北外村。
- 1993年12月，根據四川省人民政府《關於鄰水縣調整區、鄉、鎮建制的批覆》，鄰水縣撤銷柑子、城北、城南、合流、同、九龍、袁市、豐禾、石永、興仁等10個區公所；撤銷延勝、解慍、黑灘、七孔、新合、雷公、石鼓、建鹿、風洞、高石、柑子、城南、城北、合流、罈同、高灘、么灘、袁市、石永、興仁、王家、觀音橋、八耳、牟家、龍安25個鄉；新建柑子、城北、城南、合流、罈同、高灘、么灘、袁市、石永、興仁、王家、觀音橋、八耳、牟家、龍安15個鎮。新建柑子鎮，鎮人民政府駐柑子鋪，轄原柑子鄉所屬的行政區域；新建城北鎮，鎮人民政府駐趙家橋，轄原城北、延勝鄉所屬的行政區域；新建城南鎮，鎮人民政府駐大佛寺，轄原城南、解慍鄉所屬的行政區域；新建合流鎮，鎮人民政府駐合流場，轄原合流鄉所屬的行政區域；新建高灘鎮，鎮人民政府駐高灘場，轄原高灘、七孔鄉所屬的行政區域；新建罈同鎮，鎮人民政府駐罈子壩，轄原罈同、黑灘鄉所屬的行政區域；新建么灘鎮，鎮人民政府駐么灘場，轄原么灘、雷公鄉所屬行政區域；新建袁市鎮，鎮人民政府駐袁市場，轄原袁市鄉所屬的行政區域；新建石永鎮，鎮人民政府駐石稻場，轄原石永鄉的行政區域；新建興仁鎮，人民政府駐興仁場，轄原興仁鄉的行政區域；新建王家鎮，鎮人民政府駐王家場，轄原王家、高石鄉所屬的行政區域；新建觀音橋鎮，鎮人民政府駐觀音橋，轄原觀音橋鄉所屬行政區域；新建八耳鎮，鎮人民政府駐八耳灘，轄原八耳、風洞鄉所屬的行政區城；新建牟家鎮，鎮人民政府駐牟家場，轄原牟家鄉所屬行政區域；新建龍安鎮，鎮人民政府駐龍安場，轄原龍安鄉所屬的行政區域。擴大鼎屏、九龍、豐禾3個鎮的行政區域；將原城南鄉文星村2組劃歸鼎屏鎮管轄，將原新合、石鼓鄉劃歸九龍鎮管轄，將原建鹿鄉劃歸豐禾鎮管轄。保留新鎮、太和、冷家、長安、甘壩、西天、椿木、四海、華鎣、子中、風埡、黎家、關河、龍橋、長灘、涼山、柳塘、石滓、古路、荊平、同石、護鄰、梁板、九峰、復盛、三古、兩河27個鄉。
- 2000年4月，王家鎮應龍村和地龍村合併為雙龍村；撤銷白鶴村、地選村，分別與老街社區、新街社區合併。
- 2003年，甘壩鄉望月村因地質災害搬遷撤銷。
- 2004年2月17日，鄰水縣四海鄉政府駐地由大溝村6組遷至大塘村4組[48]。
- 2015年，撤銷石滓鄉、三古鄉，設立石滓鎮、三古鎮[49]。
- 2019年12月11日，撤併鄉鎮，將城南鎮大佛寺社區、三合社區、紅店社區、五岔村、鄭家村、仁合村、破石村、牌坊村、文星村、南埡村、土埡村、石壩村、滑橋村和城北鎮雙井社區、趙家橋社區、景家溝村、白佳村、延勝村、姚家村、東北村、同心村劃歸鼎屏鎮管轄，鼎屏鎮人民政府駐古鄰大道北段115號；撤銷西天鄉，將其劃歸城南鎮管轄。調整後，城南鎮轄原西天鄉和河灣村、新和村、安豐村、沙魚村、磬明村、花石村、芭蕉村、關渡村、高坪村、新安村，城南鎮人民政府駐雲頂街55號；撤銷長安鄉，將其劃歸城北鎮管轄。調整後，城北鎮轄原長安鄉和龍井村、翠柏村、羅解村、青坪村、清河村、馬林村、林場村、平橋村、東鄰村、朱家村、石花村、石埡村、三重堂村、文家坡村、茨竹村、三樹村、子母石村、人民村、小魚灘村、平灘橋村所屬政區域，城北鎮人民政府駐三重堂村五組88號；撤銷甘壩鄉，將其劃歸牟家鎮管轄，牟家鎮人民政府駐樂融街68號；撤銷四海鄉，將其劃歸合流鎮管轄，合流鎮人民政府駐榮興路278號；撤銷九峰鄉和華鎣鄉，將其劃歸罈同鎮管轄，罈同鎮人民政府駐人民南路145號；撤銷子中鄉，將其劃歸高灘鎮管轄，高灘鎮人民政府駐漢渝路456號；撤銷冷家鄉，將其劃歸觀音橋鎮管轄，觀音橋鎮人民政府駐泰安路25號；撤銷龍安鎮，將其劃歸柑子鎮管轄，柑子鎮人民政府駐康寧街南段517號；撤銷護鄰鄉，將其劃歸興仁鎮管轄，興仁鎮人民政府駐河邊街237號；撤銷同石鄉和古路鄉，將其劃歸石永鎮管轄，石永鎮人民政府駐金湖路8號；撤銷柳塘鄉，將其劃歸石滓鎮管轄，石滓鎮人民政府駐河西街84號；撤銷荊坪鄉，將其劃歸兩河鎮管轄，兩河鎮人民政府駐黃桷街15號；撤銷關河鄉和龍橋鄉，將其劃歸袁市鎮管轄，袁市鎮人民政府駐天平丘大街169號；撤銷涼山鄉和長灘鄉，將其劃歸豐禾鎮管轄，豐禾鎮人民政府駐關華街93號；撤銷風埡鄉，將其劃歸九龍鎮管轄，九龍鎮人民政府駐文昌街208號；撤銷新鎮鄉和太和鄉，設立太和鎮，以原新鎮鄉和原太和鄉為太和鎮的行政區域，太和鎮人民政府駐親民路110號；撤銷椿木鄉，設立椿木鎮，以原椿木鄉為椿木鎮的行政區域，椿木鎮人民政府駐黃金扁路6號；撤銷梁板鄉，設立梁板鎮，以原梁板鄉為梁板鎮的行政區域，梁板鎮人民政府駐長宇路3號；撤銷復盛鄉，設立復盛鎮，以原復盛鄉為復盛鎮的行政區域，復盛鎮人民政府駐新盛街1號；撤銷黎家鄉，設立黎家鎮，以原黎家鄉為黎家鎮的行政區域，黎家鎮人民政府駐秀水街1號[50]

邻水县下辖25个镇：
鼎屏镇、城北镇、城南镇、柑子镇、观音桥镇、牟家镇、合流镇、坛同镇、高滩镇、九龙镇、御临镇、袁市镇、丰禾镇、八耳镇、石永镇、兴仁镇、王家镇、石滓镇、三古镇、两河镇、太和镇、椿木镇、梁板镇、复盛镇和黎家镇。

## 人口
- 根据第七次人口普查数据：全县总人口707537人[2020年11月1日零时]。
- 全县共有家庭户 293671户，集体户5610户，家庭户人口为682248人，集体户人口为25289人。邻水县第七次全国人口普查公报 （页面存档备份，存于）

## 公路交通
- 国家高速: 沪蓉高速邻水境内：广邻高速,邻垫高速
- 国家高速: 包茂高速邻水境内：达渝高速,渝邻高速
- 210国道、 350国道
- 304省道

### 鐵路（規劃中）
- 達渝城際鐵路，達州-鄰水-重慶。
- 高興至洛磧鐵路[52][53]：起於華鎣市境內襄渝鐵路的高興站，向南向東穿越華鎣山、銅鑼山、明月山，跨境重慶市渝北區，止於長壽區境內的渝懷鐵路洛磧站，全長89.843公里。線路從高興站重慶端接出，在大梁子附近進華鎣山隧道，在邱家河壩附近出隧道後設四海站，出站後，沿 210国道御臨河右側至周家嘴設罈同站，跨越御臨河在大灣設子中站，後線路在鳳凰灣穿出御臨峽後跨過御臨河折向南，沿御臨河左側經稱沱鎮、黃印鄉、龍安鄉、統景鎮後折向東南，在游家寨附近跨過御臨河，在麻柳場和張關風景區間設麻柳沱站，在排花洞附近下穿擬建的渝萬鐵路和在建的渝利鐵路，在杜家河處設御臨站，沿渝懷線左側接入洛磧站。

## 歷史人物及鄉賢
- 楊純，成化八年進士，明時曾任巡按貴州（巡查一省之司法刑獄，由監察御史擔當。治所在貴陽）。有詩曰：鄰水楊，但願年年巡貴陽。反映貴州民眾對楊純任滿後的挽留。因百姓乞留，得朝廷允許，楊純又留任貴州一年。[54]
- 李準，清朝廣東水師提督，署理兩廣總督。
- 廖寅，字亮工、乾隆四十四年擧人、官兩淮鹽運使。[55]
- 任後昌，民國初年任城口縣知事，因討袁世凱時，被害遇難，傳見中國國民黨中央委員會黨史史料編纂委員會編《革命人物志》第二集。
- 黃璋，中華民國第一屆國會眾議員。
- 張梓芳，字必果。第二任重慶市市長，病逝於任上 。
- 吳幹，中華民國第一屆立法委員，清華大學畢業，日本陸軍士官學校肄業，美國威士康辛大學經濟系學士，繼修哥倫比亞大學經濟系博士學位，曾歷任國立中央大學經濟系教授、系主任，國立暨南大學商學院院長，中央銀行顧問兼理經濟研究處處長，東吳大學商學院院長
- 包衡，中華民國第一屆國民大會代表
- 王顯慶，國民革命軍第108軍241師少將師長
- 陳紹堂，國民革命軍第三十六集團軍少將步兵指揮官。1944年參加豫湘桂戰役，5月21日，在河南陝縣秦家坡遭日軍伏擊，與李家鈺一起殉國。
- 唐維，中國工農紅軍第四師黨委書記[56]。
- 熊复，新华通讯社社长，中共中央宣传部副部长，《红旗》杂志总编辑。

### 進士[57]

#### 宋代
宋代進士俱不可詳考，嘉靖《四川總志》有嘉定進士袁仲寅為鄰水縣人，另縣志列有匡鼎（探花，詳陳退齋考辨）、任璉（淳化三年壬辰科進士）、段全（淳化三年壬辰科進士）、杜濟（景祐元年甲戌科進士）、張儉（景祐元年甲戌科進士）、李迅（慶曆進士）、王槩（慶曆進士）、游泂（治平進士）、雍公說（治平進士 京東制置大使）、楊昉（治平進士）、楊嗣慶（元祐三年戊辰科進士）、李景（元祐進士）、何璵（元祐進士）、楊槩（元祐進士）、唐天民（元祐進士）、楊端（元祐進士 觀文殿大學士）、王壽嵩（元祐進士）、彭震（元祐進士）、彭戢（元祐進士 兩浙提舉）、袁仲廉（元祐進士）、趙復（寶祐四年丙辰科進士）、李㬅、李顒、李人美等進士，《紹興十八年同年小錄》第三甲第二十三人何性仁，第五甲鉤昌期。

#### 明代
按劉文林籍貫當為大竹縣，鄰水縣元至元二十年（1283年）省入大竹縣，明成化元年七月己酉（1465年7月26日）復置。楊純中進士時是成化八年，其時已是鄰水縣，但《大竹縣誌》、《四川通誌》等書仍列入大竹縣，迨因縣初復設，其籍未改也。
| 進士   | 字   | 號   | 科第                                                              | 名次        | 簡歷                                           | 備註   |
| ------ | ---- | ---- | ----------------------------------------------------------------- | ----------- | ---------------------------------------------- | ------ |
| 劉文林 |      |      | 建文四年壬午科舉人（1402年） 永樂二年甲申科進士（1404年）         | 三甲第294名 | 東閣太師（據方志記載不確）                     |        |
| 楊純   | 彥誠 |      | 成化四年戊子科舉人（1468年） 成化八年壬辰科進士（1472年）         | 三甲第151名 | 陝西按察使司副使                               |        |
| 楊一鈞 | 秉衡 |      | 弘治十一年戊午科舉人（1498年） 弘治十五年壬戌科進士（1502年）     | 二甲第30名  | 戶部郎中、漢中府知府、浙江提刑按察使司按察副使 | 楊純子 |
| 談倫   | 敬仲 |      | 弘治五年壬子科舉人（1492年） 弘治十五年壬戌科進士（1502年）       | 二甲第49名  | 廣東潮州府知府                                 |        |
| 陳魁   | 梅甫 |      | 嘉靖四年乙酉科舉人（1525年） 嘉靖十一年壬辰科進士（1532年）       | 三甲第50名  | 江西省泰和縣知縣、戶部主事                     |        |
| 劉三才 | 汝立 | 中吾 | 萬曆十年壬午科解元（1582年） 萬曆十一年癸未科進士（1583年）       | 三甲第108名 | 吏部主事                                       |        |
| 楊繼夔 | 鳴虞 |      | 萬曆十年壬午科舉人（1582年） 萬曆十七年己丑科進士（1589年）       | 三甲第206名 | 行人、貴州道監察御史                           |        |
| 馮從龍 | 見甫 | 雲衢 | 萬曆二十八年庚子科舉人（1600年） 萬曆三十二年甲辰科進士（1604年） | 三甲第72名  | 陝西左布政使                                   |        |
| 孔弘頤 | 以貞 |      | 萬曆二十八年庚子科舉人（1600年） 萬曆三十五年丁未科進士（1607年） | 三甲第173名 | 公安縣知縣                                     |        |
| 甘學闊 | 用廣 | 元宏 | 萬曆四十六年戊午科舉人（1618年） 萬曆四十七年己未科進士（1619年） | 三甲第246名 | 陝西巡撫                                       |        |
| 楊一儁 | 又起 | 五華 | 天啟七年丁卯科舉人（1627年） 崇禎元年戊辰科進士（1628年）         | 三甲第58名  | 順天巡撫                                       |        |
| 張啓忠 |      |      | 崇禎十三年庚辰科賜特用出身（1640年）                              | 第254名     |                                                |        |

#### 清代（10人）
| 進士   | 字                 | 號           | 籍貫 | 科第                                                                                               | 名次        | 簡歷 | 備註       |
| ------ | ------------------ | ------------ | ---- | -------------------------------------------------------------------------------------------------- | ----------- | --- | ---------- |
| 甘文林 | 筆峰               | 鹿圃         | 豐禾 | 乾隆十七年壬申恩科舉人（1752年） 乾隆二十五年庚辰科進士（1760年）                                  | 三甲第93名  | 貴州省平越縣、廣東省廣寧縣知縣 |            |
| 馮學颺 | 翊贊               | 桂平         | 九龍 | 乾隆三十年乙酉科舉人（1765年） 乾隆三十一年丙戌科進士（1766年）                                    | 三甲第137名 | 山東省濟南府德平縣、奉天寧海縣知縣、四川潼川府教授                                                                                         |            |
| 甘家斌 | 福超               | 秩齋、澹園   | 復盛 | 乾隆五十四年己酉拔貢科（1789年） 乾隆五十七年壬子科舉人（1792年） 乾隆五十八年癸丑科進士（1802年） | 三甲第44名  | 庶吉士、刑部陝西司主事、刑部湖廣司主事、漢本堂侍讀學士、光祿寺卿、大理寺卿、巡視濟寧漕務給事中、陝西道監察御史                             |            |
| 甘家春 | 位超               | 煦堂         | 復盛 | 乾隆五十九年甲寅科舉人（1794年） 嘉慶七年壬戌科進士（1802年）                                      | 三甲第12名  | 歷任元氏縣、武清縣、獲鹿縣、贊皇縣、欒城縣、井陘縣知縣                                                                                     | 甘家斌仲兄 |
| 楊凝照 | 映藜               | 亦凡（乙帆） |      | 道光二十六年丙午科舉人（1846年） 咸豐二年壬子恩科進士（1852年）                                    | 三甲第79名  | 戶部江西司主事 |            |
| 屈懷珠 | 星武（星五、星階） |              | 高灘 | 道光二十四年甲辰科舉人（1844年） 咸豐三年癸丑科進士（1853年）                                      | 三甲第13名  | 江西南昌縣、貴溪縣、崇仁縣、新建縣知縣 |            |
| 廖鏡明 | 洞秋               |              | 興仁 | 咸豐九年己未科舉人（1859年） 同治二年癸亥恩科進士（1863年）                                        | 三甲第71名  | 戶部主事、户部郎中 |            |
| 吳飛鳳 | 丹山               |              |      | 同治十二年癸酉科武舉人（1873年） 同治十三年甲戌科武進士（1874年）                                  | 二甲第四名  | 甘肅慶陽營游擊、陝甘督標右營參將 |            |
| 李徵庸 | 特生               | 鐵船         | 柑子 | 同治六年丁卯科帶補同治元年壬戌恩科舉人（1867年） 光緒三年丁丑科進士（1877年）                      | 二甲第13名  | 刑部貴州司主事、廣東惠州府河源縣（捐）、香山縣、揭陽縣、海陽縣、南海縣知縣、山東沂州府水利鹽捕通判、督辦四川礦務商務大臣、南洋考察商务大臣 |            |
| 廖鏡伊 | 伯冶               | 雪門         | 興仁 | 咸豐八年戊午科舉人（1858年） 光緒六年庚辰科進士（1880年）                                          | 三甲第178名 | 四川昭化縣教諭、貴州天柱縣知縣、改夔州府教授                                                                                               |            |

## 名胜
- 卧龍坡，諸葛武侯嘗過此[60]。
- 四川省鄰水縣倒須溝樹蕨保護區，位於鄰水縣八耳鎮明月山系中，是中國最小的自然保護區[61]。
- 华蓥山大峡谷
- 御临小三峡
- 汤巴丘

### 城門
|              | 東門 | 南門           | 西門 | 北門 |
| ------------ | ---- | -------------- | ---- | ---- |
| 明成化       | 迎陽 | 永寧           | 鎮安 | 安慶 |
| 明嘉靖中     | 先春 | 阜民           | 有秋 | 拱極 |
| 康熙四十三年 | 發育 | 迎陽〔或通陽〕 | 金馬 | 星拱 |
| 乾隆三十年   | 景陽 | 文明           | 金馬 | 星拱 |

## 方志
| 年代                   | 書名                      | 分卷             | 主修                                             | 編纂                                         | 藏處                                                                | 備註 |
| ---------------------- | ------------------------- | ---------------- | ------------------------------------------------ | -------------------------------------------- | ------------------------------------------------------------------- | --- |
| 康熙卌六年（1708年）   | 《鄰水縣志》              | 不分卷           | 徐枝芳                                           | 馮志章、吳存珌                               | 中國國家圖書館（孤本）                                              | 內閣大庫本。2015年天津古籍出版社《國家圖書館藏地方志珍本叢刊》已影印出版 |
| 乾隆廿二年（1757年）   | 《鄰水縣志》              | 四卷首一卷       | 陳覲光                                           | 楊爾式、高繼允                               | 故宮博物院、國立故宮博物院圖書文獻處                                | 故志002781-002784，四冊，來源：清宮舊藏。2001年海南出版社《故宮珍本叢刊》第220冊四川府州縣志第16冊，2013年故宮出版社《故宮博物院藏稀見方志叢刊》第151冊已兩次影印出版          |
| 嘉慶十七年（1812年）   | 《隣水縣志稿》            |                  | 李嘉祐                                           | 蔣夢蘭                                       | 不存                                                                | 此志稿見道光元年縣志熊文樓序，即嘉慶修纂通志呈省稿本。 |
| 嘉慶二十三年（1818年） | 《隣水縣志稿》            |                  | 吳秀良                                           | 蔣夢蘭                                       | 不存                                                                | 此志稿見道光元年縣志熊文樓序，即吳秀良改訂本。 |
| 道光元年（1821年）     | 《鄰水縣志》              | 四卷             | 總裁：廖寅                                       | 纂修：王尚錦、陳嘉謨、李維英、夏貢廷、熊文鳳 | 鄰水縣存卷一，四川大學圖書館                                        | 川大本2009年巴蜀書社《四川大學圖書館館藏珍稀四川地方志叢刊》第4冊已影印出版 |
| 道光十四年（1834年）   | 《鄰水縣志》              | 六卷首一卷、六冊 | 總裁：曾燦奎、劉光第                             | 纂修：甘家斌                                 |                                                                     | 已知北師大圖書館有十四年刻本 |
| 道光十八年（1838年）   | 《道光乙未增修鄰水縣志》  | 六卷首一卷、六冊 | 總裁：曾燦奎、劉光第                             | 纂修：甘家斌                                 |                                                                     | 道光十八年增補部分内容版本。1992年巴蜀書社《中國地方志集成：四川府縣志輯》第61冊及2015年國家圖書館出版社《四川歷代方志集成》第二輯第28冊已分別影印出版                         |
| 光緒卅三年（1907年）   | 《鄰水縣續修志》          |                  | 鄭傑                                             | 邱錫章                                       | 四川省圖書館、上海圖書館（1961.7.8沈竹群傳抄本，11997字，計6.60元） | 鈔本。1992年巴蜀書社《中國地方志集成：四川府縣志輯》第61冊及2011年國家圖書館出版社《上海圖書館藏稀見方志叢刊》第214冊已分別影印出版                                            |
| 民國二十四年（1935年） | 《鄰水縣志》              | 十六卷           | 王搢                                             |                                              | 鄰水縣檔案館（孤本）                                                | 16卷分裝16冊，其中第10卷藝文志有目無書，第9卷分裝兩冊 |
| 民國三十年（1941年）   | 《四川省鄰水縣概況》      | 一卷             | 曾昭常                                           |                                              | 成都市圖書館                                                        | 油印本 |
| 民國卅七年（1948年）   | 《鄰水縣志》              | 四十五卷         | 任正格                                           | 鍾正懋、熊壽祺，蘇雁秋                       | 鄰水縣檔案館（孤本）                                                | 45卷分裝25冊，現遺失3.8.10.11.25冊，計缺六物產志、七人口志、十四軍警志、十五司法志、十六議會志、十八工商志、十九鑛冶志、二十水利志、廿一漁牧志卷、廿二交通志、卌五輿圖共十一卷 |
| 1991年                 | 《鄰水縣志》              | 769頁            | 四川省鄰水縣地方志編纂委員會編                   |                                              | 四川科學技術出版社                                                  | |
| 2010年                 | 《鄰水縣志（1986-2005）》 | 975頁            | 唐時兵、李瑜主編；四川省鄰水縣地方志編纂委員會編 |                                              | 中國文史出版社                                                      | |

## 经济
- 2003年GDP,346500万元
- 2004年GDP,416346万元
- 2005年GDP,464220万元
- 2006年GDP,538700万元
- 2007年GDP,643900万元
- 2008年GDP,763400万元
- 2009年GDP,885600万元
- 2010年GDP,1060000万元
- 2011年GDP,1296000万元
- 2012年GDP,1481700万元
- 2013年GDP,164.3亿元
- 2014年GDP,180.7亿元
- 2015年GDP,197.5亿元
- 2016年GDP,211.9亿元
- 2017年GDP,233.1亿元
- 2018年GDP,249.6亿元
- 2019年GDP,232.5亿元
- 2020年GDP,243.3亿元
- 2021年GDP,264.8亿元
- 2022年GDP,267.4亿元
- 2023年GDP,124.9亿元（上半年）

## 教育
- 鄰水中學：国家示范性普通高中，四川省重点中学
- 四川省邻水二中（页面存档备份，存于）：四川省重点中学
- 四川省邻水县职业中学 （页面存档备份，存于）邻水职中（三中）：国家级示范性职业中学，四川省重点职业中学

## 特产
邻水脐橙：中国地理标志产品。